# 戈都语
戈都語，或稱下戈都語，是中南半島戈都族的母語，使用範圍位於寮國東部及越南中部。為戈都語支下的一門語言。
在越南，其使用者主要分佈於承天順化省。在寮國，主要分佈於沙灣拿吉省和塞公省。